# Пристан
Пристан – събирателен термин за специално оборудвано място за стоянка (причалване, швартовка) на речни съдове до брега на вътрешните водни пътища. Предназначен е за качване-слизане на пътници и товаро-разтоварни дейности в периода на навигацията. Принципно не се различава от причала, но е характерен за речния флот.

## История
Може да бъде постоянен, във вид на крайбрежна алея или мол, или плаващ – на баржа, дебаркадер или понтон, съединен с брега чрез трап, който може да стои на допълнителни понтони.